# 浪漫奇幻
浪漫奇幻（Romantic fantasy）是奇幻小說的次文類，故事著重於浪漫愛情故事，並以奇幻因子點綴。

## 定義

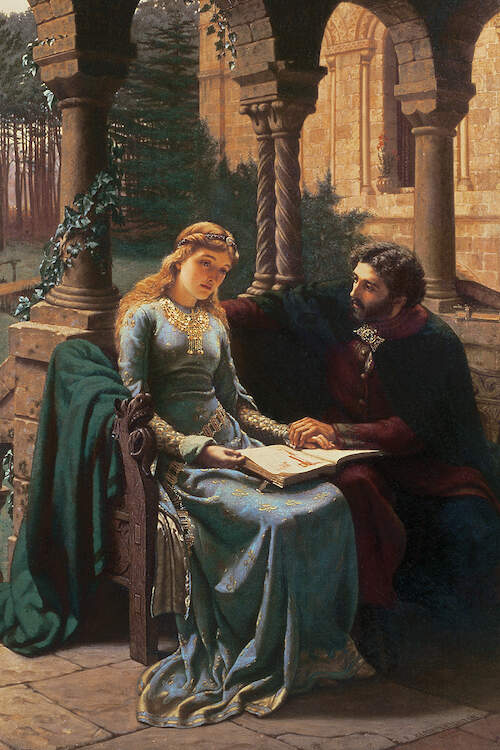
《Abaelard und seine Schülerin Heloisa》

浪漫奇幻的主要特點包括人際關係、社會、政治和愛情故事。浪漫奇幻由奇幻和浪漫愛情故事所構成。
一些出版商認為“浪漫奇幻”小說最重要的元素是愛情故事，而“奇幻浪漫”小說最重要的元素是奇幻故事。也有人認為“浪漫奇幻小說和奇幻浪漫小說之間的界線已基本上不存在。

## 相關作品
- 《仲夏夜之夢》